# Boscotondo
Boscotondo is een woon- en werkcomplex in het centrum van Helmond, dat tussen 1999 en 2001 werd gebouwd op het voormalige fabrieksterrein van Begemann.
Het bestaat uit ongeveer 150 appartementen, een museum, een bioscoop, een parkeergarage en een bestuursgebouw, waarin de Helmondse raadszaal is gevestigd. De nieuwe bouwwerken, die de kanaalzone een modern aanzicht moeten geven, zijn ontworpen door de Italiaanse architect Adolfo Natalini.
Centraal in zijn ontwerp staat een rond bos; vandaar de naam Boscotondo, dat Italiaans is voor rond bos. Dit bos vormt het middelpunt van een groot, open plein. De bebouwing is rondom dit plein gesitueerd.
Voor de gebouwen staat "De Waterman", een beeld van Saskia Pfaeltzer, dat in 2005 werd onthuld.

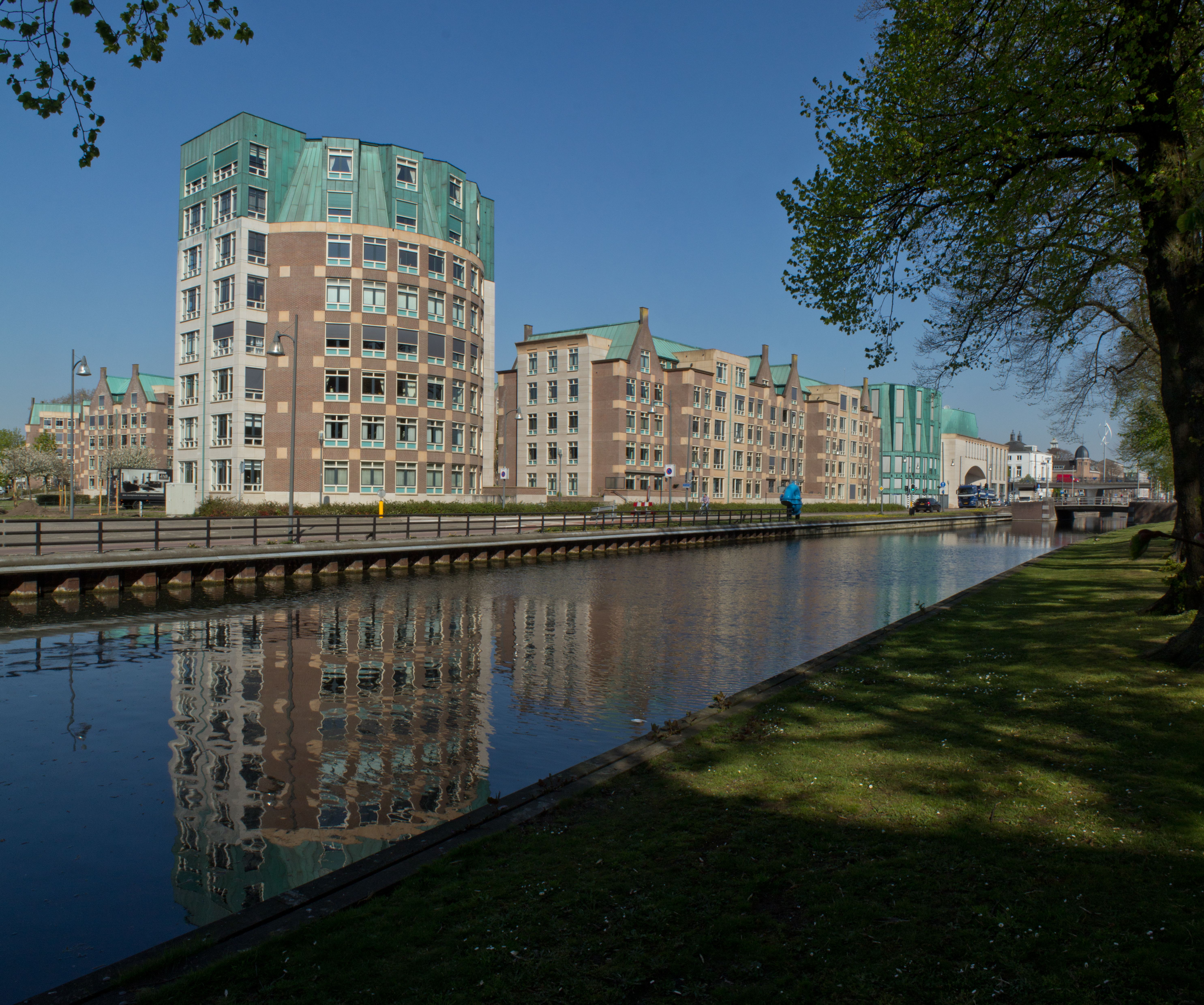
Het Boscotondo complex gezien vanaf het kasteelpark
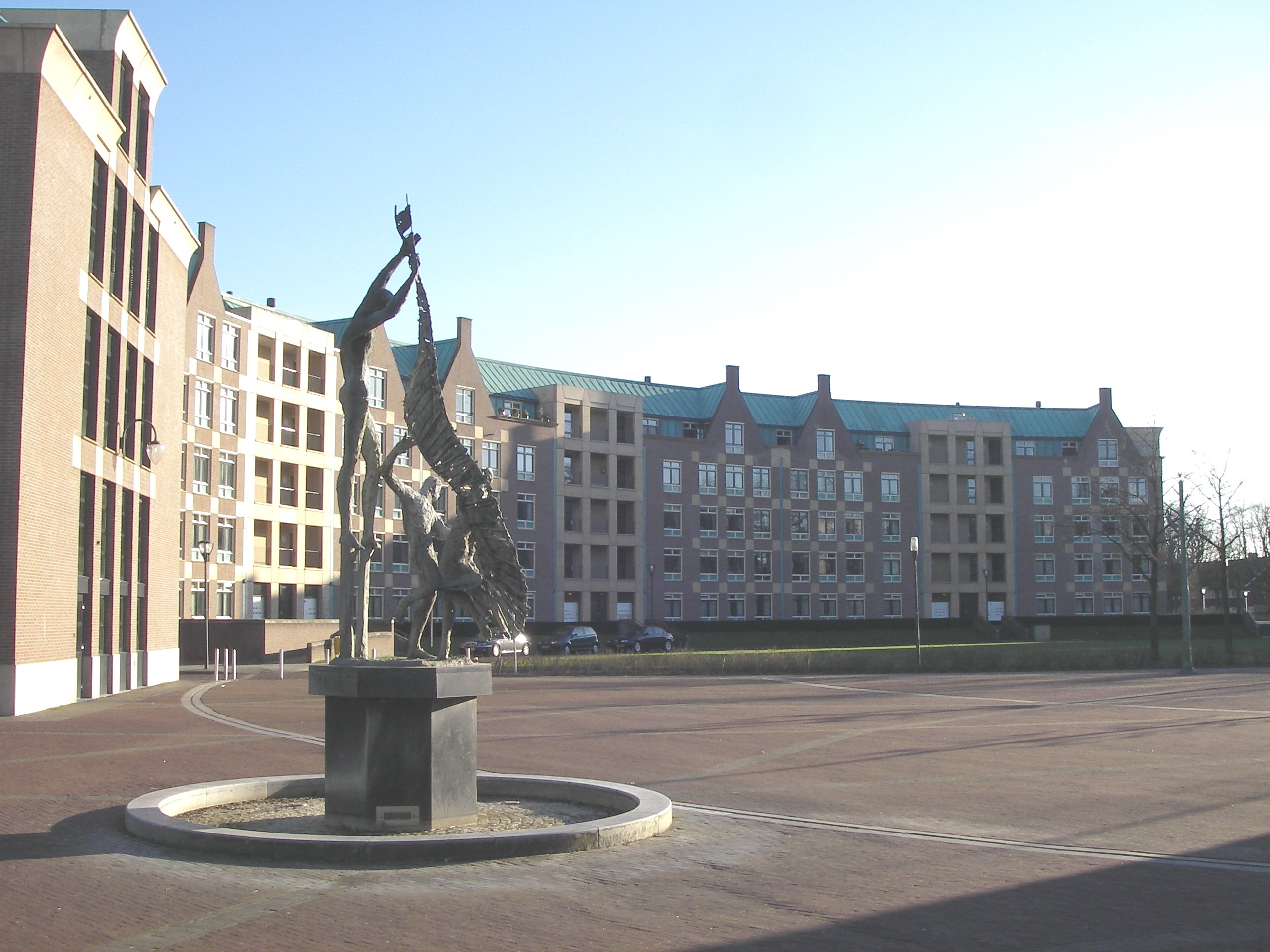
Appartementen in Boscotondo met het beeld "De Waterman" van Saskia Pfaeltzer